# Петров, Афанасий Прокопьевич
Афанасий Прокопьевич Петров (18 (31) января 1915 год, Олтекский наслег, Якутская область — 1998, Якутск) — якутский советский театральный актёр и режиссёр, народный артист РСФСР (1976).

## Биография
Афанасий Прокопьевич Петров родился 18 (31) января 1915 года во II Олтекском наслеге (сейчас Усть-Алданского района, Якутия) в семье крестьянина-бедняка.
В 1932—1936 годах учился в якутской студии Московского государственного института театрального искусства им. А. В. Луначарского.
С 1936 года был актёром Якутского национального театра (с 1942 года — Якутский музыкально-драматический театр им. Ойунского, сейчас Саха академический театр имени П. А. Ойунского). Сыграл в театре более ста ролей. В 1940—1941 годах был художественным руководителем Нюрбинского второго государственного колхозного драматического театра. На сценах Нюрбинского и Якутского драматических театров поставил семь спектаклей.
В 1953—1955 годах работал ассистентом и режиссёром якутской студии в Московском театральном училище им. М. С. Щепкина.
Умер в 1998 году.

## Награды и премии
- Заслуженный артист Якутской АССР (1950).
- Народный артист Якутской АССР (1957).
- Заслуженный артист РСФСР (16.06.1962).
- Народный артист РСФСР (13.01.1976)[1].
- Орден Ленина (1971).
- Медаль «За доблестный труд в Великой Отечественной войне 1941—1945 гг.».
- Медаль «В ознаменование 100-летия со дня рождения Владимира Ильича Ленина» (1970).
- Медаль «За трудовое отличие» (1958).
- Медаль «Ветеран труда».
- Юбилейная медаль «Тридцать лет Победы в Великой Отечественной войне 1941—1945 гг.» (1976).
- Почётные грамоты Президиума Верховного Совета Якутской АССР.
- Почётный гражданин Усть-Алданского улуса[2].

## Работы в театре

### Актёр
- «Ревизор» Н. Гоголя — Земляника"
- «Бесприданница» А. Островского — Кнуров
- «Гроза» А. Островского — Кудряш
- «Как закалялась сталь» Н. Островского — Жухрай
- 1947 — «Человек с ружьем» Н. Погодина — Чибисов
- «Первые искры» А. Мальковой-Клиориной — Анучин
- «Тихий Дон» М. Шолохова — Деникин
- «Макбет» У. Шекспира — Король Дункан
- «Недоросль» Д. Фонвизина — Кутейкин
- «Женитьба» Н. Гоголя — Яичница
- «Вечер» А. Дударева — Мультик
- «Семья Аллана» Мухтарова — Аллан
- «Макар Дубрава» А. Корнейчука — Кондрат Тополь
- «Бедный Яков» А. Софронова — Бывший
- «Кузнец Кюкюр» С. Омоллона — Най
- «Красный Шаман» П. Ойунского — Оруос баай
- «Захотевший ребёнка» П. Ойунского — Ыналба
- «От колонии к коммуне» А. Аччыгыйа — Павел Долгунов
- «Братья» С. Ефремова — Егор Егорович
- «Утро Лены» И. Гоголева — Нюсэр Дархан
- «Пока бьётся сердце» Софр. Данилова — Кубаров
- «Туяра» В. Протодьяконова — Босукка
- «Гавриил Егоров» И. Находкина — Мэппэллэ Мэхээлэ
- «Молодежь Марыкчана» Золотарёва — Моргуев

### Режиссёр
- 1953 — «Шёлковое сюзане» Каххара
- 1956 — «Молодой человек» Мдивани и Кирова
- 1958 — «Хитрый Будамшу» Шагжина